# 短頭裸背電鰻
短頭裸背電鰻，為輻鰭魚綱電鰻目裸背電鰻科的其中一種，為亞熱帶淡水魚，分布於南美洲亞馬遜河上游流域，體長可達12公分，棲息在底層水域，生活習性不明。

## 扩展阅读
維基物種上的相關：短頭裸背電鰻